# Ramersberg
Ramersberg (toponimo tedesco) è un quartiere di 311 abitanti del comune svizzero di Sarnen, nel Canton Obvaldo.

## Geografia fisica
Ramersberg si trova sulle colline che sorgono tra la sponda settentrionale del lago di Sarnen e il fiume Aa di Sarnen che ne deflusice.

## Storia
Ha costituito una comunità di distretto di Sarnen fino alla loro soppressione nel 2004

## Monumenti e luoghi d'interesse
- Cappella cattolica di San Wendelino, attestata dal 1499[2].